# Magnus F. Andersson
Magnus Folke Andersson, född 26 juni 1953 i Karlskrona, är en svensk tonsättare och trombonist.

## Studier
Magnus F. Andersson avlade examen som bleckblåspedagog 1978 vid Stockholms Musikpedagogiska Institut. 1983–1990 studerade han komposition vid Musikhögskolan i Stockholm för bland andra Bengt-Arne Wallin, Daniel Börtz och Sven-David Sandström.

## Karriär
Under bron under tiden för blåsorkester och slagverk 1991 blev hans genombrottsverk. Hans Förändringsfanfar, som beställdes för Stockholms kulturhuvudstadsår 1998, blev också uppmärksammat.
Andersson valdes in som medlem i Föreningen svenska tonsättare (FST) 1991. Han arbetar även som lärare i bleckblås och komposition i Kulturskolan i Stockholm.

## Verk i urval

### Verk för blåsorkester
- 1985 Dualise
- 1991 Sous le pont, sous le temps
- 1993 Liten bostad
- 1994 Concerto: House of seven rooms
- 1996 1397
- 1998 Förändringsfanfar